# Dicranella papillinervis
Dicranella papillinervis là một loài rêu trong họ Dicranaceae. Loài này được Dixon mô tả khoa học đầu tiên năm 1942.